# ماچ ونلاک
longitudeماچ ونلاکlatitudeماچ ونلاک
ماچ ونلاک (به انگلیسی: Much Wenlock) یک شهرک در بریتانیا است که در انگلستان واقع شده‌است.

## خصوصیات
ماچ ونلاک ۲٬۶۰۵ نفر جمعیت دارد.